# 颱風伊布都
颱風伊布都（英語：Typhoon Imbudo，國際編號：0307，聯合颱風警報中心：09W，菲律賓大氣地球物理和天文服務管理局：Harurot）為2003年太平洋颱風季第7個被命名的熱帶氣旋。「伊布都」一名由菲律賓提供，意思是「水管」。
由於伊布都在菲律賓、中國大陸造成重大損失，因此「伊布都」的名字在風季後被退役，由「莫拉菲」替代。
由於伊布都造成超過46.7億菲律賓比索的損失，菲律賓大氣地球物理和天文服務管理局把該颱風的當地名稱Harurot從命名表中除名。以後將不再使用。2004選擇Hanna替代Harurot。這是繼查特安之後，第2個对名称来源国及其代管责任区造成严重灾害而被其名称来源国本国提出除名除名的西北太平洋熱帶氣旋名稱）。

## 發展過程
伊布都於7月17日在關島西南約730公里處發展為一個熱帶低氣壓，大致向西北偏西移動，當晚增強為一個熱帶風暴。7月19日清晨再增強為強烈熱帶風暴，翌日清晨進一步增強為颱風。
伊布都增強為颱風後在7月22日於菲律賓伊莎貝拉省迪娜皮圭登陸，並在當晚進入南海。7月24日早上在廣東省茂名市電白縣博賀鎮附近登陸，並在當日下午減弱為強烈熱帶風暴。7月25日清晨在內陸繼續減弱為熱帶風暴，當日中午再減弱為低壓區。

## 影響

### 菲律賓
當地發出之最高風暴信號：四號風暴信號
伊布都在橫過呂宋期間引致22人死亡及數百人受傷，超過14,000人需要遷離家園，部分地區的通訊和電力供應中斷，大量農作物被洪水淹沒，農作物損失超過3,500萬美元。當地氣象部門一度發出四號風暴信號，表示當地風力大於每小時185公里。

### 除名
由於伊布都造成超過46.7億菲律賓比索的損失，菲律賓大氣地球物理和天文服務管理局把該颱風的當地名稱Harurot從命名表中除名。以後將不再使用。2004選擇Hanna替代Harurot。

### 台灣
當地發佈之颱風警報：海上颱風警報
7月21日，於菲律賓東部增強為中度颱風。伊布都繼續向西北偏西移動並影響台灣近海，因此中央氣象局於21日晚上8時半發佈海上颱風警報，至23日解除警報。

### 香港
- 當地發出之最高熱帶氣旋警告信號： 八號東北烈風或暴風信號 /  八號東南烈風或暴風信號
- 最接近當地時間：2003年7月24日凌晨5時
- 最接近當地位置：香港之西南約280公里

香港天文台在7月22日晚上8時20分發出一號戒備信號，當時伊布都位於香港之東南約760公里（當時天文台才在前一晚取消為強烈熱帶風暴天鵝發出的一號信號，令一號信號相隔僅一天再度發出）。由於伊布都移動快速，且初期預測相當接近香港，因此天文台剛發出一號戒備信號後的首篇熱帶氣旋警報中便罕有地指翌日日間會發出三號強風信號，更表示明晚不排除發出八號烈風或暴風信號。隨著伊布都移近香港，香港風力逐漸增強，天文台於7月23日下午1時40分發出三號強風信號，當時伊布都集結在香港之東南偏南約400公里。當時副熱帶高壓脊較預期強，其引導氣流使伊布都改以一個相對偏西的路徑移動，橫過南海北部。然而，伊布都繼續移近香港，香港開始吹東北烈風，天文台在晚上8時40分發出「熱帶氣旋之特別報告」，宣佈預計在晚上10時40分或之前發出八號熱帶氣旋警告信號，並於晚上10時40分發出八號東北烈風或暴風信號，當時伊布都集結在香港西南偏南約310公里。伊布都與香港的距離比預期中遠，其於7月24日凌晨5時左右最接近香港，在香港之西南約280公里掠過。香港廣泛地區受烈風影響，離岸海域及高地更吹暴風。隨著風向轉變，天文台在7月24日凌晨5時15分改發八號東南烈風或暴風信號，當時伊布都集結在香港之西南約280公里。天文台指，伊布都將於短期內移離香港，對香港的威脅將有所降低。
天文台在早上8時15分改發三號強風信號，當時伊布都集結在香港之西南偏西約280公里。隨著伊布都於陽江附近登陸，天文台在下午12時40分取消所有熱帶氣旋警告信號，當時伊布都集結在香港以西約310公里。
在伊布都的吹襲下，香港一名男子被強風從6米高的工作台上吹倒墜海死亡。市面發生多宗高處墮物及83宗大樹倒塌事故，共導致11人受傷。一艘開往澳門的噴射船在大嶼山附近海面遭遇巨浪，船上18名乘客及4名船員受傷。另一艘大陸貨船因機件失靈，在大亞灣附近海面漂流，16名船員由香港政府飛行服務隊救出。香港機場有超過20班航機取消及十多班航機延誤，往離島的小輪以及部份巴士線亦一度停止服務。

#### 批評
在7月23日上午11時開始，部分地區（長洲、機場及西貢）已吹強風，然而天文台在下午1時40分才發出三號信號，當時香港已普遍吹強風，離岸海域及高地吹烈風。
至當晚10時正開始，部分地區（長洲、機場及西貢）已受烈風影響，惟天文台延至晚上10時40分才發出八號信號。
而天文台在改發三號信號取代八號信號，以及取消所有熱帶氣旋警告信號的時間均被批評過早。7月24日清晨，伊布都最接近香港（西南約280公里）。香港天文台在改發八號東南烈風或暴風信號後表示「預料伊布都將於短期內開始移離本港，屆時對香港威脅將有所降低」，但當時伊布都正處於最接近香港的位置，大部份地區仍然吹烈風，離岸及高地更吹暴風。天文台在早上8時15分突然改發三號強風信號，當時伊布都仍處於最接近香港的位置（西南偏西約280公里），長洲仍間中吹暴風，機場間中吹烈風，且正值上班繁忙時間，上班一族要在2小時內回到辦公地點，對公共交通工具需求構成龐大壓力。有市民指天文台改發信號的時間引致市民不便。市民質疑天文台故意在上班時間前改發較低信號，以免被商界指責「造成巨額經濟損失」。有市民則批評天文台只以經濟掛帥作考慮，更指出可以投訴天文台判斷失據，不顧實際情況，令市民狼狽不堪。 
而到中午12時40分取消熱帶氣旋警告時，香港廣泛地區，包括長洲、機場、西貢、流浮山的風勢仍達強風程度，強風持續到晚上才減弱。。
當時，天文台署理助理台長陳鋈鋆解釋，「伊布都」清晨已在香港西南約280公里左右掠過，故基於科學標準決定改發較低信號。天文台一向以維港風速作評估標準，當維港內的烈風威脅解除，便改發較低信號。而離岸及高地風勢較維港強勁，故部分區域市民或感到較強風力。

### 澳門
- 當地懸掛之最高熱帶氣旋信號： 八號東北風球 /  八號東南風球
- 最接近當地時間：2003年7月24日上午10時
- 最接近當地位置：澳門氣象局總部之西南偏西約200公里

澳門地球物理暨氣象局在7月22日晚上9時15分懸掛一號風球，當時伊布都位於澳門東南約750公里。隨著伊布都移近澳門，澳門風力逐漸增強，氣象局於7月23日下午2時改掛三號風球。當晚伊布都繼續移近澳門，三號風球僅維持4小時半，氣象局在下午6時半改掛八號東北風球，比香港天文台發出八號信號的時間還要早超過4小時。由於風向轉變，氣象局在7月24日上午5時半改掛八號東南風球。伊布都在7月24日上午10時左右最接近澳門，當時它位於澳門以西約200公里。隨著澳門境內風力逐漸減弱，氣象局在中午12時半改掛三號風球，其後氣象局於同日晚上7時除下所有風球。

### 中國大陸

#### 廣東
當地發佈之最高颱風預警信號： 颱風黑色預警信號
“伊布都”是2003年第一个正面袭击广东的台风，在廣東省一度向部分地區發出黑色颱風預警信號，據中國氣象監測部門指出，伊布都登陸時中心風力達到最高級的12級颶風。在颱風登陸後，在廣東省多處地方帶來大暴雨和造成土崩，導致20人死亡，3人失蹤，接近6,000間房屋倒塌和超過1,000萬公頃的農作物被損。受災人數超過740萬，直接經濟損失逾19億人民幣（約2,340萬美元）。另外，廣州白雲國際機場共有16班航機取消，54班航機延誤。

#### 廣西
在廣西，有12人被樹木砸死或被雷電擊死，另有395萬人受災，3600人被緊急轉移，財產損失達4.5億元人民幣。颱風伊布都對農作物、交通、民航造成影響。粵西的廉江和羅定下了冰雹和暴雨，部分農作物受損，並造成一定人員傷亡。

## 熱帶氣旋信號使用記錄

### 台灣
| 交通部中央氣象局 颱風警報 | 交通部中央氣象局 颱風警報 | 交通部中央氣象局 颱風警報 |
| ------------------------- | ------------------------- | ------------------------- |
| 上一熱帶氣旋              | 海上颱風警報              | 下一熱帶氣旋              |
| 中度颱風蘇迪勒            | 海上颱風警報              | 輕度颱風莫拉克            |

### 香港
| 香港天文台 熱帶氣旋警告信號 | 香港天文台 熱帶氣旋警告信號 | 香港天文台 熱帶氣旋警告信號 |
| --------------------------- | --------------------------- | --------------------------- |
| 上一熱帶氣旋                | 一號戒備信號                | 下一熱帶氣旋                |
| 強烈熱帶風暴天鵝            | 一號戒備信號                | 颱風科羅旺                  |
| 強烈熱帶風暴黑格比          | 三號強風信號                | 颱風科羅旺                  |
| 颱風玉兔                    | 八號東北烈風或暴風信號      | 熱帶風暴圓規                |
| 強烈熱帶風暴黑格比          | 八號東南烈風或暴風信號      | 強烈熱帶風暴北冕            |
| 強烈熱帶風暴黑格比          | 八號烈風或暴風信號          | 強颱風杜鵑                  |

### 澳門
| 地球物理暨氣象局 熱帶氣旋信號 | 地球物理暨氣象局 熱帶氣旋信號 | 地球物理暨氣象局 熱帶氣旋信號 |
| ----------------------------- | ----------------------------- | ----------------------------- |
| 上一熱帶氣旋                  | 一號風球                      | 下一熱帶氣旋                  |
| 強烈熱帶風暴天鵝              | 一號風球                      | 颱風科羅旺                    |
| 強烈熱帶風暴黑格比            | 三號風球                      | 颱風科羅旺                    |
| 颱風瑪姬                      | 八號東北風球                  | 強烈熱帶風暴北冕              |
| 強烈熱帶風暴黑格比            | 八號東南風球                  | 颱風派比安                    |
| 強烈熱帶風暴黑格比            | 八號風球                      | 颱風杜鵑                      |

## 外部連結
- （日語）http://www.jma.go.jp/ （页面存档备份，存于） 日本氣象廳首頁
- （英文）http://www.usno.navy.mil/JTWC/ （页面存档备份，存于） 聯合颱風警報中心首頁
- （简体中文）https://web.archive.org/web/20120928121548/http://www.nmc.gov.cn/ 中央氣象台首頁
- （繁體中文）http://www.cwb.gov.tw/ （页面存档备份，存于） 中央氣象局首頁
- （繁體中文）http://www.hko.gov.hk/ （页面存档备份，存于） 香港天文台首頁
- （繁體中文）http://www.smg.gov.mo/ （页面存档备份，存于） 澳門地球物理暨氣象局首頁